# Закохані з мосту Сен-Жан
«Закохані з мосту Сен-Жан» (фр. Les Amants du pont Saint-Jean) — французький драматичний фільм 1947 року, поставлений режисером Анрі Декуеном.

## Сюжет
Між Турноном і Балансом уподовж по Роні є 20-кілометрова ділянка, де через річку не перекинуто жодного моста. Щоб переправитися з одного берега на інший, потрібно або тримати свій човен, або платити перевізникові. На одному березі — департамент Дром, на іншому — Ардеш. У селі в Дромі ось вже 17 років живуть і постійно сваряться двоє волюцюг: старий Гаронн, браконьєр, перевізник і справжній нероба — і Маріз, місцева «божевільна з Шайо», хоча й родом з Парижа. Вони живуть в старому розвалищі, яке їм тимчасово виділила община. Гаронн спалив сходи між першим і другим поверхами, і тепер їм доводиться повзати по приставній драбині. Коли Гаронн не хоче випускати Маріз з будинку, він прибирає драбину.
Робітник Пілу, син Гаронна, закоханий в Августу, доньку Буарона, мера містечка Сен-Жан на іншому березі річки. Мер і його сестра-католичка не хочуть і чути про союз з сином людини, яка так довго живе в гріху. Тому Августа пропонує Гаронну і Маріз якнайскоріше одружитися. Своє прохання вона підкріплює декількома купюрами в тисячу франків. Щоб прискорити події, Пілу викрадає Августу. Її батько, схвильований звісткою про пару потопельників, винесених річкою на берег, дає Гаронну і Маріз згоду на шлюб. Проте в сусідньому містечку Августа вважає за краще втекти від Пілу і повертається до батька.
Маріз і Гаронн гуляють на власному весіллі. У шлюбну ніч, напившись до нестями, Гаронн обзиває дружину брудною шлюхою і випадково штовхає її зі сходів. На ранок вона йде з подружнього будинку. Позначаються наслідки падіння. Вона падає і помирає на березі Рони. Гаронн, немов почувши її заклик, біжить до неї та думає, що смерть накликала коштовність, яку він подарував їй, знявши з утоплениці. Він дозволяє жандармам себе відвести: йому давно вже загрожує тримісячний термін у в'язниці. Дійшовши до моста, він кидається в Рону.

## У ролях
| • Габі Морле     | … | Вікторін Руссе на прізвисько «Маріз» |
| • Мішель Симон   | … | Алкід Гаронн                         |
| • Надін Аларі    | … | Августа                              |
| • Поль Франкер   | … | Жорж Жирар                           |
| • Марк Кассо     | … | на прізвисько «Пілу»                 |
| • Полін Картон   | … | тітка Маргеріт                       |
| • Мадлен Сюффель | … | родичка                              |
| • Рене Женен     | … | Лабік                                |

## Знімальна група
- Автори сценарію — Жан Оранш, Рене Вілер
- Режисер-постановник — Анрі Декуен
- Продюсери — Густав Джиф, Адольф-Абрахам Ландо
- Оператор — Жак Лемар
- Композитор — Анрі Верден
- Монтаж — Івонн Мартен
- Художник-постановник — Еміль Алекс
- Художник-декоратор — Луї Жермен
- Звук — Жак Каррер, Робер Тьєсейр

## Нагороди та номінації
| Список нагород та номінацій         | Список нагород та номінацій | Список нагород та номінацій | Список нагород та номінацій | Список нагород та номінацій | Список нагород та номінацій |
| Кінопремія                          | Рік                         | Категорія                   | Номінант(и)                 | Результат                   |                             |
| ----------------------------------- | --------------------------- | --------------------------- | --------------------------- | --------------------------- | --------------------------- |
| Каннський міжнародний кінофестиваль | 1947                        | Найкращий художній фільм    | Закохані з мосту Сен-Жан    | Номінація                   |                             |